# 겨울냄새
"겨울냄새"(winter smells)는 한국에서 제작된 전화성 감독의 2011년 다큐멘터리 영화이다. 양성철 등이 주연으로 출연하였다.

## 출연

### 주연
- 양성철
- 김준형

## 기타
- 구성: 전화성
- 동시녹음: 전화성
- 동시녹음: 구본교
- 사운드: 김경호
- 사운드: 김희준
- 디지털: 김성강